# (19473) Marygardner
(19473) Marygardner (1998 HE60) – planetoida z pasa głównego asteroid okrążająca Słońce w ciągu 3,75 lat w średniej odległości 2,41 j.a. Odkryta 21 kwietnia 1998 roku.